# Aktedrilus martiniquensis
Aktedrilus martiniquensis är en ringmaskart som beskrevs av Erséus 1983. Aktedrilus martiniquensis ingår i släktet Aktedrilus och familjen glattmaskar. Inga underarter finns listade i Catalogue of Life.